# Podlesí (Potůčky)

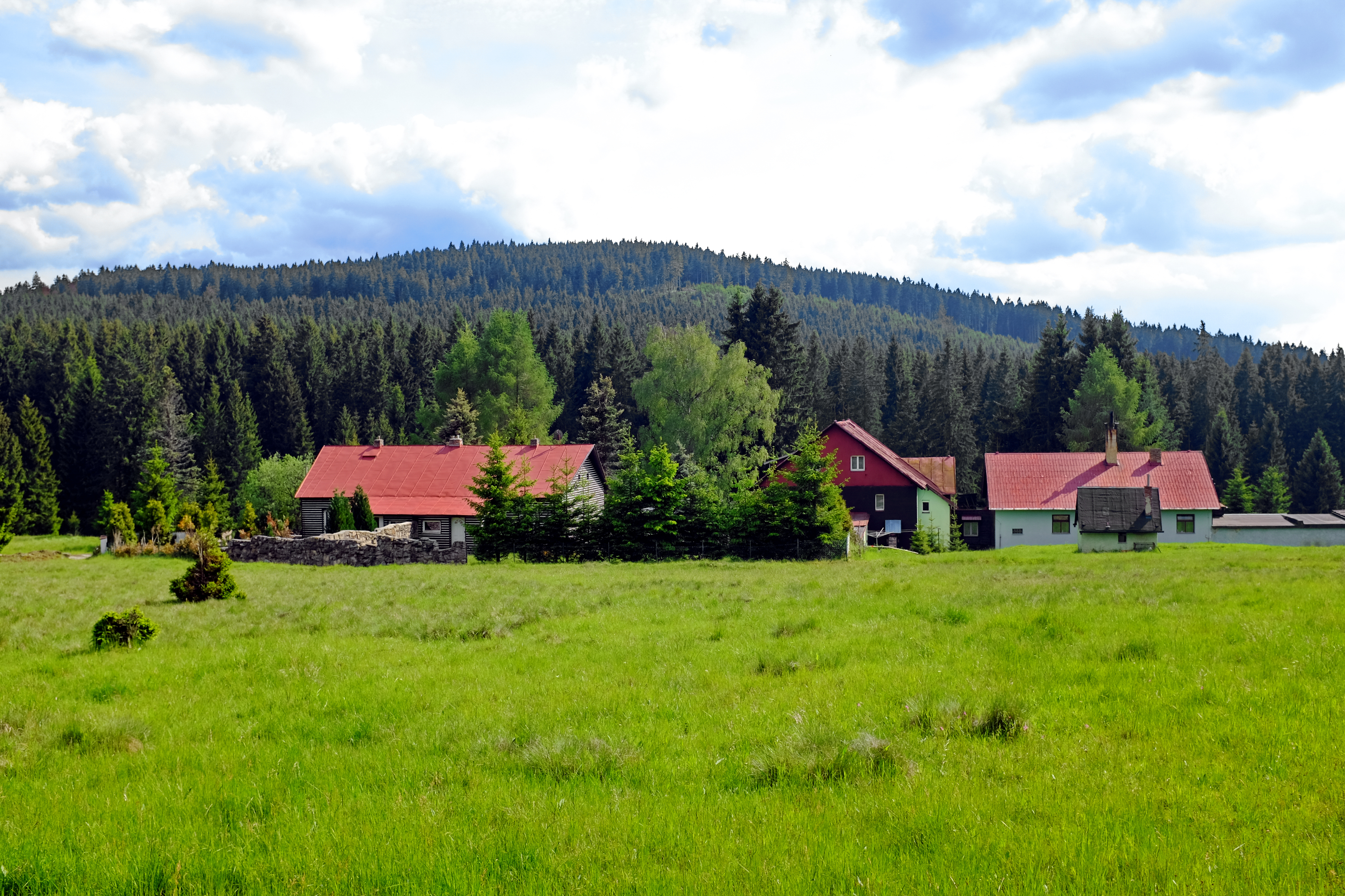
Podlesí

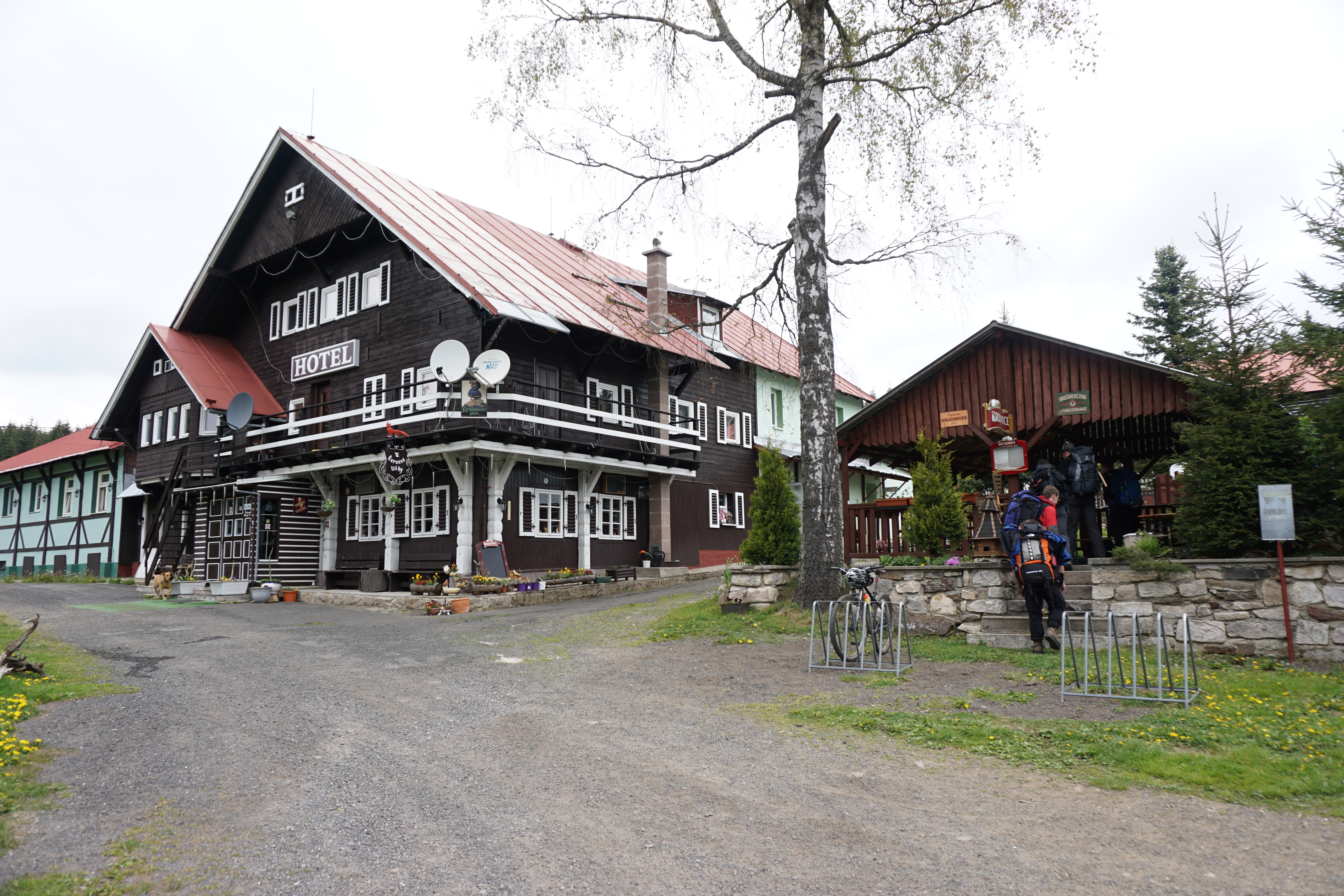
Hotel "Roter Fuchs"

Podlesí (deutsch Streitseifen) ist ein Ortsteil von Potůčky (Breitenbach) im Okres Karlovy Vary in Tschechien.

## Lage
Streitseifen liegt in einer Höhe von 852 m n.m. im westlichen Erzgebirge, abseits großer Verkehrsstraßen im Waldgebiet des hinteren Rabenberges an der Nordseite des 961 m hohen Sandfelsberges. Durch den aus ursprünglich fünf Häusern bestehenden Ort fließt der Podleský potok (Streitseifener Bach), der in der Nähe von Rozhraní entspringt und früher den Namen Alter Seifen führte.

## Geschichte
Streitseifen verdankt seine Gründung dem Bergbau im 16. Jahrhundert und wurde erstmals 1554 urkundlich erwähnt. Der Ortsname geht auf einen Streit um ein Zinnseifenbergwerk zurück. 1583 fand man hier auch Silber. Die Funde müssen so ergiebig gewesen sein, dass man eine Silberhütte in Betrieb nahm, die 1611 erwähnt wird. Am Weg nach Breitenbach lag im Wald das Bergwerk "Glücksburg" mit dem gleichnamigen Zechenhaus, das namensgebend für den 852 m hohen Glücksburgberg wurde. Der Legende nach soll hier früher ein Schloss gestanden haben. So berichtete vor 1925 Kleophas Ullmann aus Streitseifen dem Volkskundler und Sagensammler Johann Endt: „Auf dem Wege von Streitseifen nach Breitenbach stand ein altes Schloß. Vor einigen Jahren haben wir noch beim Graben die Grundmauern gefunden. In dem Schloß war ein Schatz vergraben …“ Auf dem Berggebäude der Glücksburg lag – glaubt man der Sage – seit der Zeit um 1800 der Feuersegen einer Zigeunerin. Wohlbehütet von allem Feuer aus Menschenhand stand das Berggebäude mitten im Wald, bis dann im ausgehenden 19. Jahrhundert der Blitz einschlug und das Gebäude völlig niederbrannte.
Durch die nach dem Dreißigjährigen Krieg verstärkt einsetzende Gegenreformation verließen mehrere Einwohner von Streitseifen und Glücksburg Böhmen, um auf sächsischer Seite mit Exulanten aus der Bergstadt Platten und anderen böhmischen Orten Johanngeorgenstadt zu gründen. Nach dem Rückgang des Bergbaus waren die verbliebenen Einwohner von Streitseifen hauptsächlich in der Forstwirtschaft tätig. Sie trieben zudem Viehzucht und auf Grund der relativ geschützten Lage konnten sogar Kartoffeln angebaut werden. Mehrere Einwohner waren in den Fabriken Breitenbachs beschäftigt. Streitseifen war zur Kirche St. Laurentius in Platten gepfarrt, wo auch der Friedhof lag. 1847 zählte der Ort drei Häuser mit 45 Einwohnern.  
Bis zur Aufhebung der Patrimonialgerichtsbarkeit 1848/49 gehörte Streitseifen zum k. k. Montanwalddominium Joachimsthal das vom k. k. Bergoberamt Joachimsthal verwaltet wurde. Im Zuge der böhmischen Verwaltungsreform von 1849 wurde durch die Zusammenlegung mehrerer Ortsteile die „Gemeinde Breitenbach“ gebildet, die zur Bezirkshauptmannschaft St. Joachimsthal und zum Gerichtsbezirk Platten gehörte.
Um 1930 wurde das Haus Nr. 3 grundlegend umgebaut und erhielt den Namen „Edelweiß-Hof“. Nach der Vertreibung der deutschen Bevölkerung 1946 aus Streitseifen wurde dieses Haus als Betriebsferienheim genutzt. Heute befindet sich darin das Hotel „Roter Fuchs“ (U Červené lišky). Unweit von Streitseifen befindet sich an der alten Joachimsthaler Straße bei der Himmelswiese ein Fußgängergrenzübergang nach Breitenbrunn/Erzgeb.

## Entwicklung der Einwohnerzahl
| Jahr | Einwohnerzahl |
| ---- | ------------- |
| 1869 | 43            |
| 1880 | 40            |
| 1890 | 37            |
| 1900 | 154           |
| 1910 | 175           |

| Jahr | Einwohnerzahl |
| ---- | ------------- |
| 1921 | 32            |
| 1930 | 35            |
| 1950 | 7             |
| 1961 | 0             |
| 1970 | 0             |

| Jahr | Einwohnerzahl |
| ---- | ------------- |
| 1980 | 0             |
| 1991 | 0             |
| 2001 | 0             |
| 2011 | 0             |